# 해나 톰프슨
해나 톰프슨(영어: Hanna Thompson, 1983년 11월 1일~)은 미국의 전직 펜싱 선수로 주 종목은 플뢰레이다. 2008년 하계 올림픽에서 여자 플뢰레 단체전 은메달을 획득했다.